# JF partagerait appartement
Série
JF partagerait appartement 2
(2005)
Pour plus de détails, voir Fiche technique et Distribution.
JF partagerait appartement ou Jeune femme cherche colocataire au Québec (Single White Female) est un thriller psychologique américain réalisé par Barbet Schroeder et sorti en 1992. Il s'agit d'une adaptation du roman SWF Seeks Same de John Lutz.
Le film connait un bon succès au box-office, malgré des critiques partagées.

## Synopsis
Alison « Allie » Jones (Bridget Fonda), conceptrice de logiciels surdouée, rompt avec son fiancé Sam Rawson (Steven Weber), qui l'a trompée avec son ex-femme. Son voisin homosexuel Graham Knox (Peter Friedman), aspirant acteur, la réconforte. Mais si elle veut conserver son grand appartement situé dans le célèbre immeuble The Ansonia de l'Upper West Side, elle doit trouver rapidement une colocataire. Apparaît alors la timide Hedra « Hedy » Carlson (Jennifer Jason Leigh), colocataire idéale. Une amitié naît, même si Hedy se révèle vite envahissante, fusionnelle et exclusive au point de porter des vêtements similaires à ceux d'Allie et, même, d'adopter sa coiffure rousse et carrée. Le fiancé éconduit obtient cependant son recours en grâce et reprend ses quartiers entre les deux femmes. Hedy sombre alors dans un délire amorcé des années auparavant à la mort accidentelle de sa jumelle alors qu'elles étaient enfants.

## Fiche technique
- Titre original : Single White Female
- Titre français : JF partagerait appartement
- Réalisation : Barbet Schroeder
- Scénario : Don Roos, d'après le roman SWF Seeks Same de John Lutz
- Direction artistique : Milena Canonero
- Décors : P. Michael Johnston
- Costumes : Milena Canonero
- Photographie : Luciano Tovoli
- Montage : Lee Percy
- Musique : Howard Shore
- Production : Barbet Schroeder ; Jack Baran (exécutif) ; Roger Joseph Pugliese (coproducteur)
- Société de production : Columbia Pictures
- Société de distribution : Columbia Pictures
- Pays d'origine :  États-Unis
- Langue originale : anglais
- Format : couleur - 1.85 : 1 - Dolby Stéréo - 35 mm (Panavision)
- Genre : Drame et thriller érotique
- Durée : 107 minutes
- Dates de sortie :
  - États-Unis : 14 août 1992
  - France : 16 septembre 1992
- Classification :
  - France : interdit aux moins de 12 ans
  - États-Unis : R - Restricted (érotisme, violence et langage grossier)

## Distribution
- Bridget Fonda  (VF : Frédérique Tirmont ; VQ : Marie-Andrée Corneille) : Allison « Allie » Jones
- Jennifer Jason Leigh  (VF : Dorothée Jemma ; VQ : Aline Pinsonneault) : Hedra « Hedy » Carlson
- Steven Weber  (VF : Jean-Philippe Puymartin ; VQ : Alain Zouvi)  : Sam Rawson
- Peter Friedman  (VF : Jean-Pierre Leroux ; VQ : René Gagnon)  : Graham Knox
- Stephen Tobolowsky  (VF : Michel Papineschi ; VQ : Carl Béchard)  : Mitch Myerson
- Frances Bay : la voisine âgée
- Michele Farr : l'assistant de Myerson
- Tara Karsian : la candidate pas féminine
- Jessica Lundy : la candidate bavarde
- Renée Estevez : la candidate parfaite
- Tiffany Mataras et Krystle Mataras : les jumelles
- Kenneth Tobey : l'employé de bureau

## Production

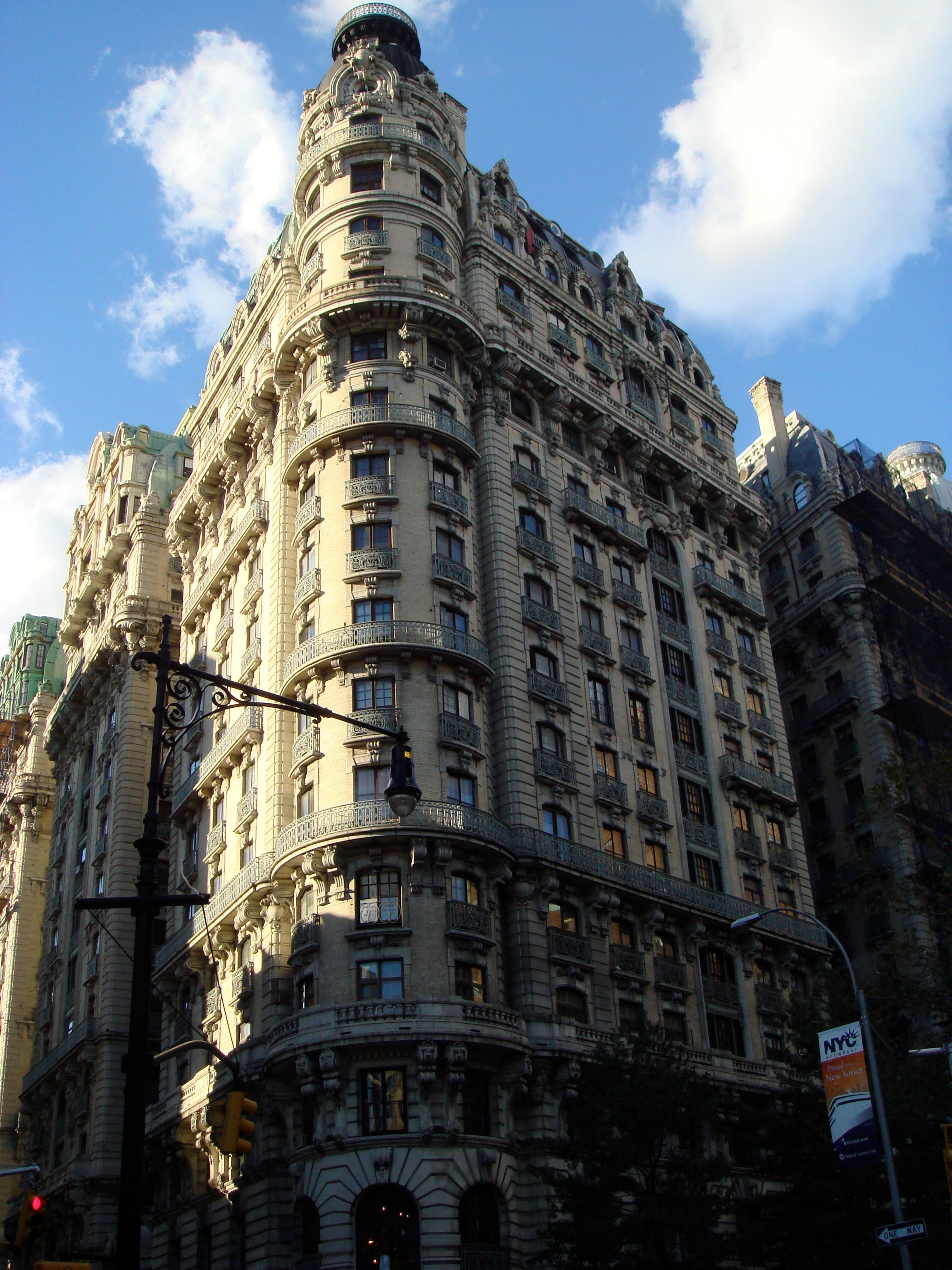
The Ansonia à Manhattan

Les deux rôles féminins principaux sont proposés à Bridget Fonda. Elle choisit finalement d'incarner Allison Jones car le rôle est plus difficile selon elle. Whoopi Goldberg avait par ailleurs auditionné pour le rôle d'Allison Jones.

### Tournage
Le tournage a eu lieu du 8 juillet au 23 septembre 1991. Il se déroule à New York, notamment dans l'immeuble The Ansonia à Manhattan, où se situe l'appartement, ainsi que dans les Raleigh Studios de Los Angeles.

## Accueil

### Box-office
- États-Unis : 48 017 402 dollars[4]
- Mondial : environ 84 millions de dollars
- France : 795 278 entrées[5]

## Distinctions

### Récompense
- MTV Movie Awards 1993 : « meilleur méchant » pour Jennifer Jason Leigh

### Nomination
- Chicago Film Critics Association 1993 : meilleure actrice pour Jennifer Jason Leigh

## Analyse
Le titre original Single White Female, littéralement « femme blanche célibataire », ou « SWF », est un intitulé que l'on retrouve dans les journaux de petites annonces américains, afin de partager une location, chose très courante aux États-Unis.

## Autour du film

### Suite
Une suite intitulée JF partagerait appartement 2 (Single White Female 2: The Psycho), réalisée par Keith Samples (en) est sortie directement en vidéo en 2005. Les personnages sont cependant différents du premier film.